# Can Viladevall (Sant Jordi Desvalls)
Can Viladevall és una casa al nucli de Sant Jordi Desvalls (el Gironès) catalogada a l'Inventari del Patrimoni Arquitectònic de Catalunya. És una típica mansió benestant de grans dimensions. Té planta, pis i golfes (en algunes zones). Teulada a una vessant coberta amb teula. Les obertures alternen dues solucions: rectangulars i de mig punt, llevat d'algunes de la façana que són conopials.
La façana presenta portalada dovellada i les finestres conopials de reminiscències medievals. Té un pati interior amb altes galeries amb arcades de mig punt sostingudes per senzilles columnes. A la part baixa s'obren dos grans obertures de mig punt. La majoria de les portes i finestres es troben dovellades i hi ha alguna finestra amb decoració.

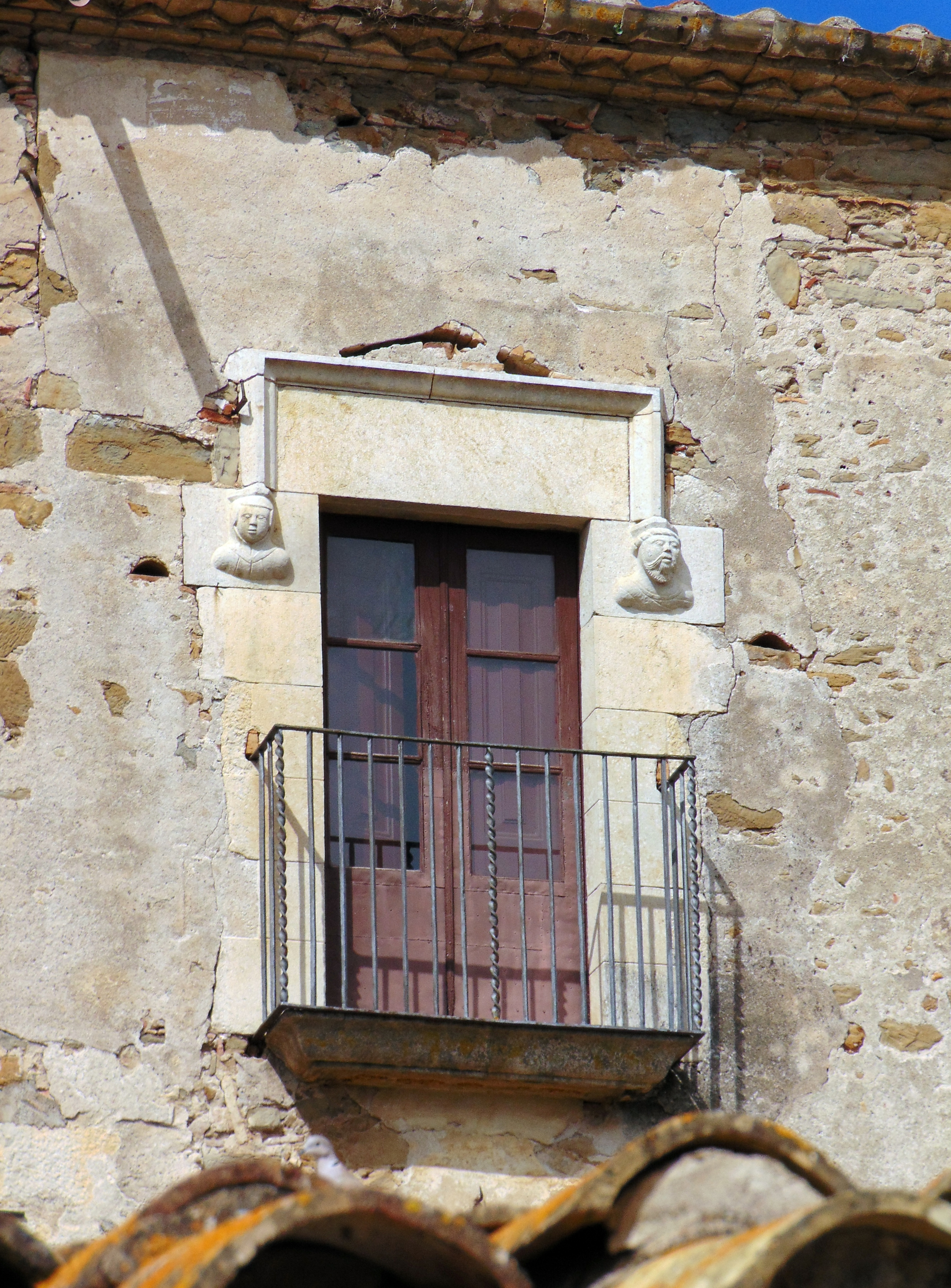
Detall d'una finestra o balcó

Fou una de les cases més importants del lloc. Posseïen finques arreu del terme. Venen documentats repetidament a les testamentaries dels segles xv, xvi i xvii i en testament atorgat el maig de 1771 consta que Salvador Viladevall deixa com a usufructuària dels seus béns l'esposa Gertrudis Viladevall, mare de Joaquim Viladevall, que institueix com a hereu.
Està en bon estat de conservació i té un hort i un molí.
Els Viladevall són esmentats al segle xix com a dirigents del consistori municipal. Ja morts els senyors Casamor, descendents dels Viladevall, heretà la casa la senyora Assumpció Vilaseca, vídua Nogué.